# Fédération Internationale des Sociétés de Philosophie
De Fédération Internationale des Sociétés de Philosophie (FISP; Engels: International Federation of Philosophical Societies) is de internationale federatie van nationale genootschappen voor filosofie. De FISP werd in 1948, tijdens het tiende World Congress of Philosophy, te Amsterdam opgericht. De eerste voorzitter, van 1948 tot 1953, was H.J.
 Pos.
Lid namens Nederland is de Algemene Nederlandse Vereniging voor Wijsbegeerte. Namens België zijn lid de Belgian Society for Logic and Philosophy of Science (BSPLS) en de Société Philosophique de Louvain.
De FISP is organisator van het World Congress of Philosophy en de Internationale Filosofie Olympiade.